# Rieux (Seine-Maritime)
Rieux település Franciaországban, Seine-Maritime megyében. Lakosainak száma 593 fő (2022. január 1.). Rieux Blangy-sur-Bresle, Dancourt és Monchaux-Soreng községekkel határos.

## Népesség
A település népessége az elmúlt években az alábbi módon változott:
| Lakosok száma | 643  | 646  | 666  | 632  | 609  | 609  | 605  | 603  | 593  |
|               | 2013 | 2015 | 2016 | 2017 | 2018 | 2019 | 2020 | 2021 | 2022 |